# Spanische Fußballnationalmannschaft der Frauen/Europameisterschaften
Der Artikel beinhaltet eine ausführliche Darstellung der spanischen Fußballnationalmannschaft der Frauen bei Europameisterschaften und den Qualifikationen dazu. Spanien nahm erstmals an der Qualifikation für die EM 1987 teil und konnte sich für vier Endrunden qualifizieren, in denen sie bisher dreimal mit nur einem gewonnenen Spiel die Gruppenphase überstanden, aber im ersten K.-o.-Spiel scheiterten. Das beste Abschneiden ist bisher das Erreichen des Halbfinales bei der ersten Endrundenteilnahme 1997, als das Halbfinale das erste K.-o.-Spiel war.

## Übersicht
| Jahr | Gastgeberland     | Teilnahme bis...   | Gegner     | Ergebnis | Trainer         | Bemerkungen und Besonderheiten |
| ---- | ----------------- | ------------------ | ---------- | -------- | --------------- | --- |
| 1984 | keine Endrunde    | nicht teilgenommen |            |          |                 | |
| 1987 | Norwegen          | nicht qualifiziert |            | -        |                 | In der Qualifikation an Italien gescheitert. |
| 1989 | Deutschland       | nicht qualifiziert |            | -        |                 | In der Qualifikation an Frankreich und der Tschechoslowakei gescheitert, die sich auch nicht qualifizieren konnten.                                                                  |
| 1991 | Dänemark          | nicht qualifiziert |            | -        |                 | In der Qualifikation an Dänemark und Italien gescheitert. |
| 1993 | Italien           | nicht qualifiziert |            | -        |                 | In der Qualifikation an Schweden gescheitert, das sich auch nicht qualifizieren konnte.                                                                                              |
| 1995 | keine Endrunde    | nicht qualifiziert |            | -        |                 | In der Qualifikation an England gescheitert. |
| 1997 | Norwegen/Schweden | Halbfinale         | Italien    | -        | Ignacio Quereda | Kein Spiel um Platz 3 |
| 2001 | Deutschland       | nicht qualifiziert |            | -        |                 | In den Playoffs an Dänemark gescheitert |
| 2005 | England           | nicht qualifiziert |            | -        |                 | In der Qualifikation an Dänemark und Norwegen gescheitert. |
| 2009 | Finnland          | nicht qualifiziert |            | -        |                 | In den Playoffs an der Niederlande gescheitert, die sich damit erstmals qualifizieren konnte.                                                                                        |
| 2013 | Schweden          | Viertelfinale      | Norwegen   | -        | Ignacio Quereda | |
| 2017 | Niederlande       | Viertelfinale      | Österreich | -        | Jorge Vilda     | Gegner in der Vorrunde waren Portugal, England und Schottland. |
| 2022 | England           | Viertelfinale      | England    | –        | Jorge Vilda     | Gegner in der Qualifikation waren Tschechien, Polen, die Republik Moldau und Aserbaidschan. Bei der Endrunde trifft die spanische Mannschaft auf Dänemark, Deutschland und Finnland. |
| 2025 | Schweiz           | Finale             | England    | 2.       | Montserrat Tomé | Als Gruppensieger der Qualifikation vor Dänemark, Belgien und Tschechien qualifiziert. Finalniederlage im Elfmeterschießen.                                                          |

## Die Turniere

### EM 1984
Für die erste Europameisterschaft hatten der spanische Verband noch keine Mannschaften gemeldet. Die Spanierinnen machten ihr erstes Länderspiel erst, nachdem die Qualifikation bereits begonnen hatte.

### EM 1987 in Norwegen
Bereits im selben Jahr begann die Qualifikation für die nächste Europameisterschaft, für die wieder nur 16 Mannschaften gemeldet hatten, darunter auch Spanien. Spanien traf auf Italien, Ungarn und die Schweiz. Spanien startete mit vier Niederlagen, gewann dann in der Schweiz mit 3:0 und holte am Ende auch noch in Italien einen Punkt. Als Gruppendritter schieden sie damit aus. Gruppensieger Italien war für die Endrunde qualifiziert und wurde dort Dritter.

### EM 1989 in Deutschland
Ein Jahr nach dem Aus in der vorherigen Qualifikation begann die Qualifikation für die nächste Endrunde. Spanien, das nun von Ignacio Quereda trainiert wurde, traf auf Frankreich sowie erstmals die Tschechoslowakei, Belgien und Bulgarien, gegen das die Qualifikation mit einem 1:1 begonnen wurde. Danach wechselten zunächst Niederlagen und Siege sich ab: Nach einer 0:1-Niederlage in der Tschechoslowakei folgte ein 1:0 gegen Belgien, dann ein 1:3 gegen Frankreich und ein 1:0 gegen Bulgarien. Mit einem torlosen Remis in Frankreich wurde der letzte Punkt geholt, denn die beiden letzten Spiele wurden verloren, so dass am Ende nur der vierte Platz herauskam. Gruppensieger Frankreich scheiterte dann im erstmals durchgeführten Viertelfinale an Italien, die zweitplatzierten Tschechoslowakinnen am späteren Europameister Deutschland.

### EM 1991 in Dänemark
In der Qualifikation für die folgende EM-Endrunde trafen die Spanierinnen auf Dänemark sowie wieder Italien und die Schweiz. Spanien konnte diesmal kein Spiel gewinnen, zwei torlose Remis waren die beste Ausbeute. Spanien hatte als Gruppenletzter dadurch auch die erste Fußball-Weltmeisterschaft der Frauen 1991 in China verpasst. Gruppensieger Dänemark setzte sich im Viertelfinale gegen die Niederlande durch und durfte die Endrunde ausrichten. Die zweitplatzierten Italienerinnen konnten Schweden aufgrund der Auswärtstorregel ausschalten. Beide trafen sich dann im Spiel um Platz 3 wieder.

### EM 1993 in Italien
An der Qualifikation für die folgende EM nahmen schon 23 Mannschaften teil. Um sich für das Viertelfinale zu qualifizieren, musste Spanien in der Gruppenphase erstmals gegen Irland und Schweden spielen, gegen das die Qualifikation mit einer 0:4-Niederlage begann. Nach einem 0:1 gegen Irland konnte in Irland mit 1:0 gewonnen und in Schweden ein 1:1 erreicht werden. Damit waren die Spanierinnen Gruppenzweite, aber nur die Gruppensieger erreichten das Viertelfinale, in dem Gruppensieger Schweden dann an den Däninnen scheiterte.

### EM 1995
1993 begann mit nun 29 Mannschaften die Qualifikation für die nächste Europameisterschaft, die wieder und letztmals ohne Endrunde ausgetragen wurde. Spanien traf erstmals auf England und Slowenien, das erstmals teilnahm, sowie Belgien. Spanien begann mit drei torlosen Remis gegen Belgien und England (zweimal), dann gelang mit dem 17:0 gegen Slowenien der höchste Länderspielsieg, womit Spanien einen bis zum 24. September 1995 gültigen Weltrekord aufstellte, der auch noch von keiner europäischen Mannschaft überboten wurde. Auch die beiden letzten Spiele wurden ohne Gegentor gewonnen. Damit hatten England und Spanien beide 29:0 Tore, England aber einen Sieg mehr und ein Remis weniger und war Gruppensieger. Spanien hatte damit auch die zweite WM der Frauen verpasst. Im Viertelfinale konnte sich England dann gegen Island für das Halbfinale qualifizieren, das wie 1984 mit Hin- und Rückspiel ausgetragen wurde. Dort scheiterten sie aber an Deutschland.

### EM 1997 in Norwegen und Schweden
Die Qualifikation für die nächste EM-Endrunde, für die nun schon 34 Mannschaften gemeldet hatten und die erstmals mit acht Mannschaften ausgetragen wurde, bekam einen neuen Modus. Auf Grund der unterschiedlichen Spielstärke der gemeldeten Mannschaften wurde die Qualifikation in zwei Kategorien eingeteilt. Die 16 stärksten Mannschaften, zu denen auch Spanien gehörte, spielten um die direkte Qualifikation, die 18 schwächeren Mannschaften um die Möglichkeit bei der nächsten Qualifikation in der höheren Kategorie zu spielen. Im ersten Spiel traf Spanien auf Dänemark und verlor mit 0:1. Danach traf Spanien auf Rumänien und gewann 5:1. Nach einer weiteren Niederlage gegen Dänemark, folgten Remis in Rumänien und Schweden. Dann wurde das letzte Heimspiel mit 0:8 gegen Schweden verloren, was für die Spanienerinnen bis heute die höchste Niederlage ist. Damit war Spanien als Gruppendritter für die Playoffs gegen England qualifiziert. Nach einem 2:1-Heimsieg reichte ein 1:1 im Rückspiel um sich erstmals für die Endrunde zu qualifizieren. Schweden war als Gruppensieger direkt qualifiziert, Dänemark als Zweiter setzte sich in den Playoffs gegen Portugal durch und durfte auch zur Endrunde.
Schweden und Norwegen richteten dann erstmals gemeinsam die Endrunde aus, bei der es auch erstmals eine Gruppenphase gab. Spanien spielte dabei in beiden Ländern und traf zunächst in der Gruppenphase in Schweden auf zwei weitere EM-Neulinge und Qualifikationsgegner Schweden. Im ersten Spiel war Frankreich der Gegner und beim 1:1 gelang Isabel Parejo das erste Endrundentor für die Spanierinnen. Danach wartete Qualifikationsgegner Schweden, und da die Spanierinnen offensichtlich aus dem 0:8 gelernt hatten, verloren sie diesmal durch ein Eigentor von Judith Corominas nur mit 0:1. Mit einem 1:0 gegen Russland, bei dem wieder Parejo das einzige Tor schoss, wurde Spanien sogar noch Gruppenzweiter, da sie gegenüber den punktgleichen Französinnen die bessere Tordifferenz hatten. Im Halbfinale in Norwegen verloren sie dann mit 1:2 gegen Italien, wobei diesmal Ángeles Parejo das Tor für Spanien erzielte. Italien verlor dann das Finale gegen Titelverteidiger Deutschland.

### EM 2001 in Deutschland
In der Qualifikation für die EM 2001 spielten die Spanierinnen wieder in der höheren Kategorie und trafen auf zwei alte Bekannte: Frankreich und Schweden sowie erstmals die Niederlande. Spanien verlor zum Auftakt das Heimspiel gegen Schweden mit 2:5, wobei aber erstmals zwei Tore gegen die Schwedinnen gelangen. Nach einem 0:1 in Frankreich und einem 1:1 gegen die Niederlande gelang dann mit dem 2:1 in den Niederlanden der einzige Sieg. Denn danach folgte eine 1:2-Heimniederlage gegen Frankreich und ein 0:7 in Schweden. Als Gruppendritte durften die Spanierinnen aber an den Playoffs teilnehmen, verloren aber zweimal gegen Dänemark. Frankreich war als Gruppensieger direkt für die Endrunde qualifiziert, während sich Schweden in zwei Playoffspielen gegen Finnland ebenfalls qualifizieren konnte und dann bei der Endrunde im Finale erst durch ein Golden Goal an Titelverteidiger Deutschland scheiterte.

### EM 2005 in England
Für die EM 2005 wurde der Gastgeber erstmals vorab festgelegt und England erhielt den Zuschlag für die Austragung. In der Kategorie A spielten diesmal 20 Mannschaften in vier Fünfergruppen und Spanien traf erstmals auf Norwegen sowie auf Dänemark, die Niederlande und Belgien. Die Spanierinnen starteten mit einem 1:0-Sieg in den Niederlanden, verloren dann aber das Heimspiel gegen Norwegen mit 0:2. Ein 9:1 gegen Belgien weckte dann wieder Hoffnungen, dies blieb aber der einzige Sieg. Danach reichte es nur noch zu einem torlosen Remis gegen die Niederlande, alle anderen Spiele wurden verloren, ohne dabei ein Tor zu erzielen. Als Gruppendritte schieden die Spanierinnen damit aus. Gruppensieger Dänemark erreichte direkt die Endrunde, der Gruppenzweite Norwegen über die Playoffs gegen Island um dann erst im Finale wieder einmal gegen Deutschland zu verlieren.

### EM 2009 in Finnland
Die EM 2009 fand in Finnland statt. Erstmals nahmen zwölf Mannschaften am Turnier teil. Geändert wurde auch der Qualifikationsmodus. Die 1. Qualifikationsrunde bestritten nur die 20 schwächsten Nationalmannschaften. Spanien musste erst in der zweiten Runde eingreifen und traf in einer Fünfergruppe auf England sowie erstmals Tschechien, Belarus und Nordirland. Die Spanierinnen verloren nur das Spiel in England und gaben zudem nur noch bei den 2:2-Remis in Tschechien und im letzten Spiel gegen England Punkte ab. Alle anderen Spiele wurden gewonnen. Als Gruppenzweite trafen sie dann in den Playoffs auf die Niederlande, verloren aber beide Spiele mit 0:2, wodurch sich die Niederländerinnen erstmals für die Endrunde qualifizierten. Diese hatte England als Gruppensieger direkt erreicht und gelangte bis ins Finale, das aber mit 2:6 gegen Titelverteidiger Deutschland verloren wurde. Die drittplatzierten Tschechinnen scheiterten dagegen in den Playoffs an Italien.

### EM 2013 in Schweden
Für die EM 2013 hatten sich Schweden und die Niederlande als Ausrichter beworben und Schweden erhielt den Zuschlag. Spanien musste in der Qualifikation gegen Titelverteidiger Deutschland, Rumänien, die Schweiz und die Türkei sowie erstmals gegen Kasachstan antreten. Die Spanierinnen begannen mit vier Siegen, u. a. ein 10:1 in der Türkei und erkämpften dann im Heimspiel gegen den Titelverteidiger durch ein Tor in der letzten Spielminute ein 2:2. Das Rückspiel in Deutschland wurde dann aber mit 0:5 verloren. Mit zwei Siegen, einem Remis bei nur noch einer weiteren Niederlage (3:4 in der Schweiz) wurde der zweite Platz gesichert. In den Playoffs der Gruppenzweiten trafen sie dann auf Schottland. Nach einem 1:1 in Schottland stand es auch in Spanien nach 90 Minuten 1:1, so dass das Spiel verlängert werden musste. In dieser brachte zunächst Kim Little die Schottinnen in der 98. Minute in Führung. Silvia Meseguer gelang zwar fünf Minuten später der Ausgleich, damit wäre Schottland aber aufgrund der Auswärtstorregel immer noch qualifiziert gewesen. Dann gelang Verónica Boquete, die in der 119. Minute noch mit einem Strafstoß gescheitert war, in der Nachspielzeit der 3:2-Siegtreffer für Spanien. Damit war Spanien nach 16 Jahren wieder für die Endrunde qualifiziert.
Bei der Endrunde trafen die Spanierinnen im ersten Gruppenspiel auf England. Bereits in der vierten Minute brachte Boquete die Ibererinnen mit 1:0 in Führung, die aber nur vier Minuten Bestand hatte. Dabei blieb es bis in die Schlussphase – dann wurde es dramatisch. Zunächst gelang Jennifer Hermoso in der 84. Minute die erneute Führung, die aber wieder nur vier Minuten bestehen blieb. Dann gelang in der dritten Minute der Nachspielzeit der erst zwanzig Minuten zuvor eingewechselten Alexia Putellas das letzte Tor zum 3:2-Sieg. Im zweiten Spiel gegen EM-Favorit Frankreich verloren sie dann durch ein frühes Tor mit 0:1. Mit einem 1:1 gegen Russland, bei dem Kapitänin Verónica Boquete ihr zweites Turniertor erzielte, wurde Spanien Gruppenzweiter und stand damit im Viertelfinale. Hier verloren sie mit 1:3 gegen Norwegen, wobei Jennifer Hermoso der Ehrentreffer erst in der Nachspielzeit gelang.

### EM 2017 in den Niederlanden
Die EM 2017 fand in den Niederlanden und erstmals mit 16 Mannschaften statt. Spanien, das 2015 auch erstmals an einer WM-Endrunde teilnahm, dort aber in der Vorrunde ausschied, wird seitdem von Jorge Vilda trainiert, der Ignacio Quereda, den am längsten amtierenden Nationaltrainer ablöste. In der Qualifikation traf Spanien auf Finnland, Irland und Portugal sowie erstmals Montenegro. Spanien konnte sich als Gruppensieger für die EM qualifizieren. Dabei gewannen die Spanierinnen alle acht Spiele, erzielten die meisten Tore (39) und erreichten die beste Tordifferenz (+37). Nur bei den Auswärtssiegen in Finnland und Portugal kassierten die Spanierinnen je ein Gegentor.
Für die Auslosung der Endrundengruppen am 8. November 2016 wurden die Spanierinnen Topf 2 zugeordnet und der Gruppe D mit England sowie Schottland und dem Nachbarn Portugal zugelost, die beide erstmals teilnahmen. Die Spanierinnen gewannen ihr Auftaktspiel gegen EM-Neuling Portugal mit 2:0 und erreichten damit ihren bisher höchsten Sieg bei einer EM-Endrunde, verloren dann aber gegen England mit 0:2 und Schottland mit 0:1. Da Portugal und Schottland auch gegen England verloren und Portugal gegen Schottland gewann, waren die drei Mannschaften punktgleich, die Spanierinnen hatten in den direkten Vergleichen aber 2:1 Tore erzielt, Portugal 2:3 und Schottland 2:2. Damit waren die Spanierinnen Gruppenzweite und erreichten die K.-o.-Runde. Hier trafen sie auf die Österreicherinnen, die als einzige Neulinge die Gruppenphase überstanden hatten. Nach torlosen 120 Minuten verloren die Spanierinnen mit 3:5 im Elfmeterschießen und schieden aus. In der ewigen Rangliste konnten sich die Spanierinnen um einen Platz verbessern und an den Finninnen vorbeiziehen, die diesmal nicht qualifiziert waren.

### EM 2022 in den England
Spanien wurde für die Qualifikation in Gruppe D gelost. Als Gegner wurden zugelost Tschechien, Polen, die Republik Moldau und Aserbaidschan. Die Spanierinnen starteten mit zwei Siegen in die Qualifikation, gaben dann in Polen bei einem torlosen Remis einen Punkt ab und mussten dann wegen der COVID-19-Pandemie eine lange Pause einlegen. In dieser Pause wurde auch die ursprünglich für 2021 geplante EM-Endrunde um ein Jahr verschoben. Im Herbst 2020 konnten zwar drei Spiele stattfinden, zwei mussten aber in den Februar 2021 verschoben werden. So konnten sich die Spanierinnen erst im Februar, aber schon vor dem letzten Spiel gegen Polen qualifizieren – das aber durch einen 13:0-Auswärtssieg in Aserbaidschan, wobei Jennifer Hermoso und Esther Gonzalez je fünf Tore gelangen. Spanien erzielte mit 48 Toren zusammen mit den beiden Finalisten der letzten EM Dänemark und Niederlande, die aber beide zwei Spiele mehr bestritten, die meisten Tore in den regulären Qualifikationsspielen. Bei der Auslosung am 28. Oktober 2021 wurde Spanien in die Gruppe mit Deutschland, Dänemark und Finnland gelost. Im ersten Spiel gegen Finnland gerieten sie bereits nach 50 Sekunden durch das schnellste Tor in einer EM-Gruppenphase in Rückstand, konnten das Spiel aber drehen und mit 4:1 gewinnen. Auch gegen Deutschland gerieten sie nach einem Torwartfehler schnell in Rückstand, hatten dann aber wesentlich mehr Ballbesitz, den sie allerdings nicht in Tore ummünzen konnten. Stattdessen kassierten sie noch ein zweites Tor und verloren erstmals nach 24 Spielen ohne Niederlage wieder ein Spiel. Da die Däninnen gegen Deutschland mit 0:4 verloren hatten und gegen Finnland nur mit 1:0 gewannen, reichte den Spanierinnen im letzten Spiel ein Remis gegen die Nordeuropäerinnen. Danach sah es auch 90 Minuten lang aus, dann gelang der zur 2. Halbzeit eingewechselten Marta Cardona sogar noch der Siegtreffer. Im Viertelfinale treffen sie auf die englischen Gastgeberinnen, die ihre Vorrundengruppe mit 14:0 Toren abgeschlossen hatten und gegen die sie im Februar beim Arnold Clark Cup ein torloses Remis erreicht hatten. Nach einer torlosen Halbzeit, in der die Spanierinnen mehr Ballbesitz hatten, gingen sie in der 54. Minute in Führung, mussten aber 30 Minuten später den Ausgleich hinnehmen. Da danach erst mal kein weiteres Tor fiel, kam es zur Verlängerung. In dieser gelang den Engländerinnen der Siegtreffer, so dass die Spanierinnen wieder in der ersten K.-o.-Runde ausschieden.

### EM 2025 in der Schweiz
Die Qualifikation lief erstmals unter einem anderen Modus. Analog der UEFA Women’s Nations League wurde in drei Ligen gespielt, wobei sich die Gruppensieger und -zweiten der Liga A direkt für die Endrunde qualifizierten. Die Gruppendritten und -vierten hatten dann noch die Chance sich über Play-offs für die Endrunde zu qualifizieren. Die spanischen Frauen trafen in Liga A2 auf Dänemark, Belgien und Tschechien. Lediglich in Tschechien wurde verloren, die anderen fünf Spiele aber gewonnen, so dass die Spanierinnen als Gruppensiegerinnen die Endrunde erreichten.
Bei der Auslosung am 16. Dezember 2024 war Spanien als einer der Gruppenköpfe gesetzt und konnte für die Gruppenspiele nicht gegen Gastgeber Schweiz, Rekordeuropameister Deutschland und Frankreich gelost werden. Die Spanierinnen wurden Gruppenkopf der Gruppe B. Zugelost wurden Portugal für das erste Spiel sowie Qualifikationsgegner Belgien und Italien. Die Spanierinnen gewannen die drei Spiele, waren aber bereits nach dem zweiten Sieg für das Viertelfinale qualifiziert. Hier trafen sie aus die Gastgeberinnen und hätten bereits in der neunten Minute in Führung gehen können, Mariona Caldentey schoss aber einen an ihr verschuldeten Foulelfmeter neben das Tor. So dauerte es bis zur 66. Minute zum 1:0, das die vier Minuten zuvor eingewechselte Athenea del Castillo  erzielte. Fünf Minuten später erhöhte Claudia Pina auf 2:0, bei dem es blieb, denn in der 88. Minute scheiterte Alexia Putellas mit einem weiteren Foulelfmeter an der Schweizer Torhüterin. Im Halbfinale trafen sie auf Rekordeuropameister Deutschland. Die Spanierinnen konnten erst durch ein Tor in der 113. Minute das Spiel für sich entscheiden und mit einem 1:0 erstmals gegen Deutschland gewinnen und erstmals das EM-Finale erreichen, wo sie auf Titelverteidiger England treffen werden, gegen den sie bei der letzten WM gewinnen konnten, wogegen es in der Nations League 2025 je einen Sieg für beide gab. Die Spanierinnen gingen in der 25. Minute durch einen Kopfballtreffer von Mariona Caldentey in Führung, kassierten aber in der 57. Minute ebenfalls durch einen Kopfballtreffer den Ausgleich. Dabei blieb es auch nach Verlängerung, so dass das Elfmeterschießen entscheiden musste. Hier konnte Cata Coll zwar zwei Elfmeter halten, die englische Torhüterin aber auch und da zudem Salma Paralluelo am Tor vorbei schoss, konnten die Engländerinnen den Titel verteidigen.

## Statistiken

### Spielerinnen mit den meisten Einsätzen bei Europameisterschaften
| Spiele | Spieler              | Jahr (Spiele)                          |
| ------ | -------------------- | -------------------------------------- |
| 17     | Irene Paredes        | 2013 (4), 2017 (4), 2022 (4), 2025 (5) |
| 13     | Mariona Caldentey    | 2017 (3), 2022 (4), 2025 (6)           |
|        | Alexia Putellas      | 2013 (3), 2017 (4), 2025 (6)           |
| 10     | Aitana Bonmatí       | 2022 (4), 2025 (6)                     |
|        | Athenea del Castillo | 2022 (4), 2025 (6)                     |
|        | Patricia Guijarro    | 2022 (4), 2025 (6)                     |
|        | Leila Ouahabi        | 2017 (3), 2022 (3), 2025 (4)           |
| 9      | Ona Batlle           | 2022 (4), 2025 (5)                     |
|        | Esther González      | 2022 (3), 2025 (6)                     |
| 8      | Laia Aleixandri      | 2022 (4), 2025 (4)                     |
|        | Jennifer Hermoso     | 2013 (4), 2017 (4)                     |
|        | Silvia Meseguer      | 2013 (4), 2017 (4)                     |
|        | Sandra Paños         | 2017 (4), 2022 (4)                     |
|        | Claudia Pina         | 2022 (2), 2025 (6)                     |
|        | Marta Torrejón       | 2013 (4), 2017 (4)                     |
| 7      | Olga Carmona         | 2022 (2), 2025 (5)                     |
|        | Vicky Losada         | 2013 (3), 2017 (4)                     |
| 6      | Mapi León            | 2017 (2), 2022 (4)                     |
|        | Salma Paralluelo     | 2025 (6)                               |
| 5      | Vicky López          | 2025 (5)                               |
| 4      | Ainhoa               | 2013 (4)                               |
|        | Maria Arántzazu      | 1997 (4)                               |
|        | Verónica Boquete     | 2013 (4)                               |
|        | Marta Cardona        | 2022 (4)                               |
|        | Rosa Castillo        | 1997 (4)                               |
|        | Judith Corominas     | 1997 (4)                               |
|        | Lucía García         | 2022 (3), 2025 (1)                     |
|        | Sheila García        | 2022 (4)                               |
|        | Elixabet Ibarra      | 2013 (4)                               |
|        | Bárbara Latorre      | 2017 (4)                               |
|        | Adriana Martín       | 2013 (4)                               |
|        | Yolanda Mateos       | 1997 (4)                               |
|        | Marina Nohalez       | 1997 (4)                               |
|        | Mar Prieto           | 1997 (4)                               |
|        | Maria Roser          | 1997 (4)                               |
|        | Amanda Sampedro      | 2017 (4)                               |
|        | Toña                 | 1997 (4)                               |

Stand: 27. Juli 2025 (Spielerinnen, die 2025 teilnahmen sind fett markiert)

### Spielerinnen mit den meisten Toren bei Europameisterschaften
| Tore | Spieler                | Jahr (Tore)                  |
| ---- | ---------------------- | ---------------------------- |
| 5    | Esther González        | 2022 (1), 2025 (4)           |
| 4    | Alexia Putellas        | 2013 (1), 2017 (0), 2025 (3) |
| 3    | Mariona Caldentey      | 2022 (1), 2025 (2)           |
| 2    | Aitana Bonmatí         | 2022 (1), 2025 (1)           |
|      | Verónica Boquete       | 2013 (2)                     |
|      | Athenea del Castillo   | 2025 (2)                     |
|      | Jennifer Hermoso       | 2013 (2), 2017 (0)           |
|      | Irene Paredes          | 2022 (1), 2025 (1)           |
|      | Isabel Parejo          | 1997 (2)                     |
|      | Clàudia Pina           | 2025 (2)                     |
| 1    | Vicky Losada           | 2013 (0), 2017 (1)           |
|      | Ángeles Parejo         | 1997 (1)                     |
|      | Amanda Sampedro        | 2013 (0), 2017 (1)           |
|      | Marta Cardona          | 2022 (1)                     |
|      | Lucía García           | 2022 (1)                     |
|      | Patricia Guijarro      | 2025 (1)                     |
|      | Vicky López            | 2025 (1)                     |
|      | Cristina Martín-Prieto | 2025 (1)                     |

Stand: 27. Juli 2025

## Endrunden-Spiele
Die Spanierinnen bestritten bisher 22 Endrunden-Spiele, wovon zehn gewonnen wurden, vier remis endeten und acht verloren wurden. Vier Spiele mussten verlängert werden, wovon je eins durch ein Tor gewonnen und verloren und zwei im Elfmeterschießen verloren wurden. Die Spanierinnen trafen 2025 im Finale erstmals auf den Titelverteidigerspielten und spielten dreimal gegen die Gastgeberinnen. Häufigste Gegner waren England (4), Deutschland, Frankreich, Italien, Portugal und Russland (je 2).
| Nr. | Datum      | Ergebnis             | Gegner      | Austragungsort      | Anlass        | Bemerkung                                             |
| --- | ---------- | -------------------- | ----------- | ------------------- | ------------- | ----------------------------------------------------- |
| 1   | 29.06.1997 | 1:1                  | Frankreich  | Karlskoga (SWE)     | Gruppenspiel  |                                                       |
| 2   | 02.07.1997 | 0:1                  | Schweden    | Karlskoga (SWE)     | Gruppenspiel  |                                                       |
| 3   | 05.07.1997 | 1:0                  | Russland    | Karlskoga (SWE)     | Gruppenspiel  | Spanien erreicht als Gruppenzweiter das Halbfinale    |
| 4   | 09.07.1997 | 1:2                  | Italien     | Lillestrøm (NOR)    | Halbfinale    |                                                       |
| 5   | 12.07.2013 | 3:2                  | England     | Linköping (SWE)     | Gruppenspiel  |                                                       |
| 6   | 15.07.2013 | 0:1                  | Frankreich  | Norrköping (SWE)    | Gruppenspiel  |                                                       |
| 7   | 18.07.2013 | 1:1                  | Russland    | Norrköping (SWE)    | Gruppenspiel  | Spanien erreicht als Gruppenzweiter das Viertelfinale |
| 8   | 22.07.2013 | 1:3                  | Norwegen    | Kalmar (SWE)        | Viertelfinale |                                                       |
| 9   | 19.07.2017 | 2:0                  | Portugal    | Doetinchem (NLD)    | Gruppenspiel  |                                                       |
| 10  | 23.07.2017 | 0:2                  | England     | Breda (NLD)         | Gruppenspiel  |                                                       |
| 11  | 27.07.2017 | 0:1                  | Schottland  | Deventer (NLD)      | Gruppenspiel  | Spanien erreicht als Gruppenzweiter das Viertelfinale |
| 12  | 30.07.2017 | 0:0 n. V., 3:5 i. E. | Österreich  | Tilburg (NLD)       | Viertelfinale |                                                       |
| 13  | 08.07.2022 | 4:1                  | Finnland    | Milton Keynes (ENG) | Gruppenspiel  |                                                       |
| 14  | 12.07.2022 | 0:2                  | Deutschland | Brentford (ENG)     | Gruppenspiel  |                                                       |
| 15  | 16.07.2022 | 1:0                  | Dänemark    | Brentford (ENG)     | Gruppenspiel  |                                                       |
| 16  | 20.07.2022 | 1:2 n. V.            | England     | Falmer (ENG)        | Viertelfinale |                                                       |
| 17  | 03.07.2025 | 5:0                  | Portugal    | Bern (CHE)          | Gruppenspiel  |                                                       |
| 18  | 07.07.2025 | 6:2                  | Belgien     | Thun (CHE)          | Gruppenspiel  |                                                       |
| 19  | 11.07.2025 | 3:1                  | Italien     | Bern (CHE)          | Gruppenspiel  |                                                       |
| 20  | 18.07.2025 | 2:0                  | Schweiz     | Bern (CHE)          | Viertelfinale | Erster Sieg in einem EM-K.-o.-Spiel                   |
| 21  | 23.07.2025 | 1:0 n. V.            | Deutschland | Zürich (CHE)        | Halbfinale    | Erster Sieg gegen Deutschland                         |
| 22  | 27.07.2025 | 1:1 n. V.; 1:3 i. E. | England     | Basel (CHE)         | Finale        |                                                       |

## Rekorde
- Höchste Siege in der Qualifikation: Spanien gegen Slowenien am 20. März 1994, Norwegen gegen die Slowakei am 19. September 1995 und Deutschland gegen Kasachstan am 19. November 2011 – alle 17:0
- Meiste Tore und beste Tordifferenz in der Qualifikation für die EM 2017: 39 bzw. +37